# Conus ineditus
Conus ineditus é uma espécie de gastrópode do gênero Conus, pertencente à família Conidae.